# Marina Giordana
Marina Giordana (Roma, 20 febbraio 1955) è un'attrice italiana.

## Biografia
È figlia di Marina Berti e Claudio Gora e sorella di Andrea, Carlo, Luca e Cristina Giordana, anch'essi attori. Nel 1976 debuttò come attrice nei fotoromanzi della casa editrice Lancio ed è rimasta fino al 1981, interpretando in totale quasi 100 fotoromanzi per la Lancio.
Inizia la sua carriera cinematografica nel 1977 dove recita nel film Quella strana voglia d'amare con la regia di Mario Imperoli. Sempre nel 1977 recita nei film Che notte quella notte! di Ghigo De Chiara e La belva col mitra di Sergio Grieco.
Attiva anche in teatro, nel 1977 interpreta Pene d'amor perdute di William Shakespeare, accanto al fratello Andrea Giordana e Paola Pitagora. Fra i suoi altri lavori teatrali si ricordano: La bisbetica domata (1981) di William Shakespeare, con Giuseppe Pambieri e Lia Tanzi; Antigone (1987) di Jean Anouilh, con Manuela Kustermann e Luigi Pistilli; e Il bugiardo (1990) di Carlo Goldoni, con Eros Pagni.
Per la televisione ha partecipato nel 1984 alla serie La maschera e il volto con la regia di Marco Parodi. Nel 2003 e nel 2005 prende parte alla prima e seconda serie di Elisa di Rivombrosa con la regia di Cinzia TH Torrini con il ruolo di Artemisia Scalzi.
Ha posato per l'edizione italiana di Playboy nel 1976 e 1979.

## Teatro
- Pene d'amor perdute di William Shakespeare, regia di Marco Parodi (1977)
- Caffe Feydeau di Georges Feydeau, regia di Marco Parodi (1985)
- Marina di Edward Albee, regia di Giancarlo Nanni (1987)
- Antigone di Jean Anouilh, regia di Alberto Ferrari (1988)
- Lauben di Roberto Cavosi, regia di Patrick Rossi Gastaldi (1988)
- Il bugiardo di Carlo Goldoni, regia di Marco Parodi (1990)
- La bisbetica domata di William Shakespeare, regia di Augusto Zucchi (1990)
- Minnie la candida di Massimo Bontempelli, regia di Marco Parodi (1990)
- Sapore di miele di Shelagh Delaney, regia di Marco Gagliardo (1995)
- La segreteria di Natalia Ginzburg, regia di Marco Parodi (2005)
- Humpty e Alice di Guido Almansi e Helen McNeil, regia di A. Bandini (1991)
- La Moglie delle Ventitré di Ludovica Marineo (2008)

## Filmografia

### Cinema
- Quella strana voglia d'amare, regia di Mario Imperoli (1977)
- Che notte quella notte!, regia di Ghigo De Chiara (1977)
- La belva col mitra, regia di Sergio Grieco (1977)
- I padroni dell'estate, regia di Marco Parodi (1987)
- Se fossi in te, regia di Giulio Manfredonia (2001)
- Concorrenza sleale, regia di Ettore Scola (2001)
- Saremo film, regia di Ludovica Marineo (2006)
- Nero su Nero, regia di Carolina Drago e Nancy Avagliano (2010) – corto

### Televisione
- La bisbetica domata di William Shakespeare, regia di Marco Parodi (Rai 1, 1982)
- La moglie ingenua e il marito malato di Achille Campanile, regia di Marco Parodi – teatro (Rai 1, 1985)
- La maschera e il volto, regia di Marco Parodi – teatro (Rai 2, 1985)
- Caffè Feydeau: "A me gli occhi!" e "Pendaglio da forca" di Georges Feydeau, regia di Marco Parodi – teatro (Rai 3, 1987)
- Edera, regia di Fabrizio Costa – telenovela (Canale 5, 1992)
- Elisa di Rivombrosa – serie TV (Canale 5, 2003-2005)
- L'ispettore Giusti, regia di Sergio Martino – serie TV (Canale 5, 1999)
- Carabinieri 6, regia di Sergio Martino – serie TV (Canale 5, 2007), Serie 6 - Episodio 14

## Doppiaggio

### Film
- Natalie Carter in Sideways - In viaggio con Jack (Siena)

### Soap opera e telenovelas
- ?? in Febbre d'amore (2ª ed.)

### Cartoni animati e anime
- Magalì in La banda di Monica
- Mila in Sei in arresto!
- Mocci in Monster Rancher
- Computer Bebop in Cowboy Bebop

## Libri
- L'alfabeto segreto, prefazione di Luigi Lunari, Edizioni Book Time, 2017. ISBN 978-8862182812